# 科林斯 (紐約州村)
科林斯（英語：Corinth）是位於美國紐約州薩拉托加縣的村。

## 人口
根據2020年美國人口普查的數據，科林斯的面積為2.86平方千米，當中陸地面積為2.76平方千米，而水域面積為0.10平方千米。當地共有人口2562人，而人口密度為每平方千米896人。